# Lijst van Nederlandse deelnemers aan de Paralympische Winterspelen 1994
Deze lijst van Nederlandse deelnemers aan de Paralympische Winterspelen 1994 in Lillehammer. geeft een overzicht van de sporters die zich hebben gekwalificeerd voor de Spelen.
| Paralympiër          | Sport              | Onderdeel                                                                                      | Ervaring   |
| -------------------- | ------------------ | ---------------------------------------------------------------------------------------------- | ---------- |
| Kjeld Punt           | Alpineskiën        | Afdaling Klasse LW2 Reuzenslalom Klasse LW2 Slalom Klasse LW2 Super G Klasse LW2               | Debutant   |
| Martijn Wijsman      | Alpineskiën        | Afdaling Klasse LW2 Reuzenslalom Klasse LW2 Slalom Klasse LW2 Super-G Klasse LW2               | 2de Spelen |
| Robert Reijmers      | Alpineskiën        | Afdaling Klasse LWXII Reuzenslalom Klasse LWXII Slalom Klasse LWXII Super-G Klasse LWXII       | 2de Spelen |
| Marjorie van de Bunt | Biatlon Langlaufen | 7.5 km Klasse LW2-9 5 km klassiek Klasse LW6/8/9 5 km vrij Klasse LW6/8/9 10 km Klasse LW6/8/9 | Debutant   |
| Arthur Overtoom      | Priksleeën         | 100 m Klasse LW10-11 500 m Klasse LW10-11 1000 m Klasse LW10-11 1500 m Klasse LW10-11          | 2de Spelen |
| Eelco Kooistra       | Priksleeën         | 100 m Klasse LW10-11 500 m Klasse LW10-11 1000 m Klasse LW10-11 1500 m Klasse LW10-11          | Debutant   |